# 국립 세체니 도서관

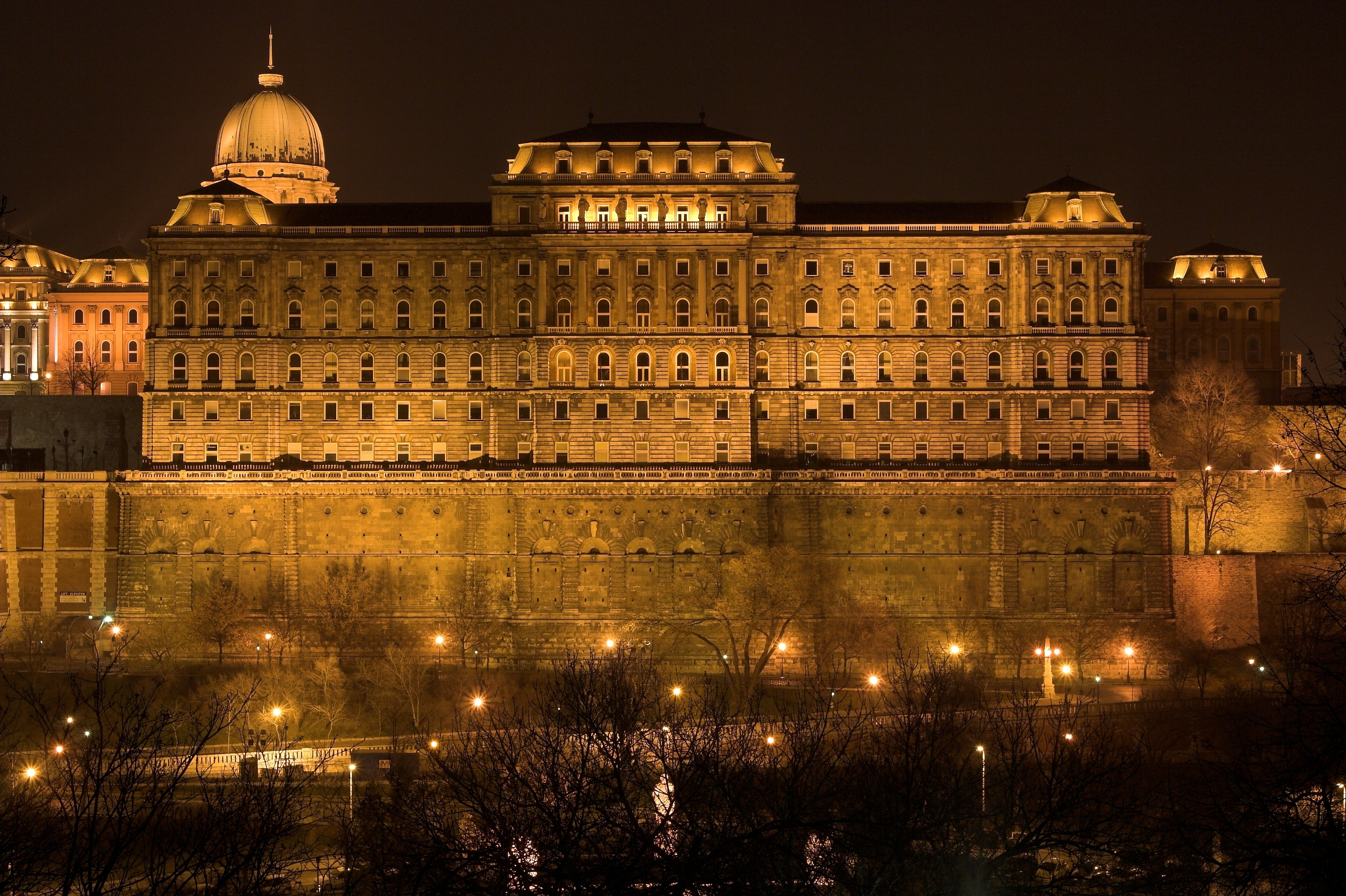
국립 세체니 도서관

국립 세체니 도서관(헝가리어: Országos Széchényi Könyvtár)은 헝가리 부다페스트에 위치한 국립도서관이다.